# 1999–2000-es UEFA-bajnokok ligája (csoportkör)
A 1999–2000-es UEFA-bajnokok ligája csoportkörének mérkőzéseit 1999. szeptember 14. és november 3. között játszották le.
A csoportkörben 32 csapat vett részt, a sorsoláskor nyolc darab négycsapatos csoportot képeztek. A csoportokban a csapatok körmérkőzéses, oda-visszavágós rendszerben mérkőztek meg egymással. A csoportok első  két helyezettje a második csoportkörbe jutott. A harmadik helyezettek az UEFA-kupa harmadik fordulójába kerültek. A negyedik helyezettek kiestek.

## Sorsolás
A sorsolás előtt a csapatokat négy kalapba sorolták az UEFA-együtthatójuk sorrendjében. A címvédő Real Madrid automatikusan az 1. kalapba került, az első sorszámú kiemeltként. Minden kalapból minden csoportba egy-egy csapatot sorsoltak. Egy csoportba nem kerülhetett két azonos nemzetiségű csapat.
| Csapat                      | Együttható | Kalap |
| --------------------------- | ---------- | ----- |
| Manchester United (címvédő) | 72,144     | 1     |
| Bayern München              | 90,749     | 1     |
| Lazio                       | 86,606     | 1     |
| Borussia Dortmund           | 84,749     | 1     |
| FC Barcelona                | 79,814     | 1     |
| Real Madrid                 | 74,814     | 1     |
| AC Milan                    | 66,606     | 1     |
| Szpartak Moszkva            | 62,912     | 1     |
| Chelsea                     | 58,144     | 2     |
| Feyenoord                   | 56,908     | 2     |
| Girondins de Bordeaux       | 56,721     | 2     |
| Bayer Leverkusen            | 54,749     | 2     |
| FC Porto                    | 52,358     | 2     |
| PSV Eindhoven               | 49,908     | 2     |
| Fiorentina                  | 44,606     | 2     |
| Olympique de Marseille      | 43,721     | 2     |

| Csapat         | Együttható | Kalap |
| -------------- | ---------- | ----- |
| Rosenborg      | 41,866     | 3     |
| Valencia CF    | 40,814     | 3     |
| Dinamo Kijiv   | 40,145     | 3     |
| Arsenal        | 40,144     | 3     |
| Olimbiakósz    | 36,475     | 3     |
| Galatasaray SK | 31,175     | 3     |
| Sparta Praha   | 26,812     | 3     |
| Croatia Zagreb | 25,187     | 3     |
| Willem II      | 23,908     | 4     |
| Hertha BSC     | 22,749     | 4     |
| Rangers        | 22,312     | 4     |
| Boavista FC    | 21,358     | 4     |
| Sturm Graz     | 21,187     | 4     |
| AIK            | 18,662     | 4     |
| Molde FK       | 9,866      | 4     |
| NK Maribor     | 7,415      | 4     |

## Csoportok
Az időpontok helyi idő szerint értendők.

### A csoport
| Hely. | Csapat           | M | Gy | D | V | G+ | G– | Gk  | P  | Továbbjutás                         |  | LAZ | DKV | LEV | MRB |
| ----- | ---------------- | - | -- | - | - | -- | -- | --- | -- | ----------------------------------- |  | --- | --- | --- | --- |
| 1.    | Lazio            | 6 | 4  | 2 | 0 | 13 | 3  | +10 | 14 | Továbbjutott a második csoportkörbe |  | —   | 2–1 | 1–1 | 4–0 |
| 2.    | Dinamo Kijiv     | 6 | 2  | 1 | 3 | 8  | 8  | 0   | 7  | Továbbjutott a második csoportkörbe |  | 0–1 | —   | 4–2 | 0–1 |
| 3.    | Bayer Leverkusen | 6 | 1  | 4 | 1 | 7  | 7  | 0   | 7  | Átkerült az UEFA-kupába             |  | 1–1 | 1–1 | —   | 0–0 |
| 4.    | NK Maribor       | 6 | 1  | 1 | 4 | 2  | 12 | −10 | 4  |                                     |  | 0–4 | 1–2 | 0–2 | —   |

| 1999. szeptember 14. 20:45 |

| Bayer Leverkusen | 1–1               | Lazio          |
| ---------------- | ----------------- | -------------- |
| Neuville 14'     | (1–1) Jegyzőkönyv | Mihajlović 18' |

| BayArena, Leverkusen Nézőszám: 22 500 Játékvezető: Graham Poll (angol) |

| 1999. szeptember 14. 20:45 |

| Dinamo Kijiv | 0–1               | NK Maribor   |
| ------------ | ----------------- | ------------ |
|              | (0–0) Jegyzőkönyv | Šimundža 72' |

| Olimpiyskiy NSC, Kijev Nézőszám: 35 000 Játékvezető: Leslie Irvine (északír) |

| 1999. szeptember 22. 20:45 |

| NK Maribor | 0–2               | Bayer Leverkusen           |
| ---------- | ----------------- | -------------------------- |
|            | (0–0) Jegyzőkönyv | Živković 83' Kirsten 90+3' |

| Ljudski vrt, Maribor Nézőszám: 10 000 Játékvezető: Jan Wegereef (holland) |

| 1999. szeptember 22. 20:45 |

| Lazio               | 2–1               | Dinamo Kijiv          |
| ------------------- | ----------------- | --------------------- |
| Negro 72' Salas 75' | (0–0) Jegyzőkönyv | Rebrov 68' (11-esből) |

| Olimpiai Stadion, Róma Nézőszám: 37 348 Játékvezető: Manuel Díaz Vega (spanyol) |

| 1999. szeptember 29. 20:45 |

| Lazio                                   | 4–0               | NK Maribor |
| --------------------------------------- | ----------------- | ---------- |
| Inzaghi 59' Conceição 61' Salas 70' 76' | (0–0) Jegyzőkönyv |            |

| Olimpiai Stadion, Róma Nézőszám: 29 571 Játékvezető: Lucílio Batista (portugál) |

| 1999. szeptember 29. 20:45 |

| Bayer Leverkusen | 1–1               | Dinamo Kijiv |
| ---------------- | ----------------- | ------------ |
| Kirsten 52'      | (0–0) Jegyzőkönyv | Husin 71'    |

| BayArena, Leverkusen Nézőszám: 22 500 Játékvezető: Claude Colombo (francia) |

| 1999. október 19. 20:45 |

| NK Maribor | 0–4               | Lazio                                        |
| ---------- | ----------------- | -------------------------------------------- |
|            | (0–1) Jegyzőkönyv | Mihajlović 36' Inzaghi 50' 74' Stanković 63' |

| Ljudski vrt, Maribor Nézőszám: 10 000 Játékvezető: Terje Hauge (norvég) |

| 1999. október 19. 20:45 |

| Dinamo Kijiv                                       | 4–2               | Bayer Leverkusen         |
| -------------------------------------------------- | ----------------- | ------------------------ |
| Kosovsky 4' Shatskikh 36' Holovko 61' Vashchuk 89' | (2–1) Jegyzőkönyv | Kirsten 12' Neuville 49' |

| Olimpiyskiy NSC, Kijev Nézőszám: 47 000 Játékvezető: Karl-Erik Nilsson (svéd) |

| 1999. október 27. 20:45 |

| Lazio     | 1–1               | Bayer Leverkusen |
| --------- | ----------------- | ---------------- |
| Nedvěd 1' | (1–1) Jegyzőkönyv | Kirsten 44'      |

| Olimpiai Stadion, Róma Nézőszám: 30 627 Játékvezető: Hugh Dallas (skót) |

| 1999. október 27. 20:45 |

| NK Maribor  | 1–2               | Dinamo Kijiv              |
| ----------- | ----------------- | ------------------------- |
| Balajić 50' | (0–1) Jegyzőkönyv | Rebrov 36' 84' (11-esből) |

| Ljudski vrt, Maribor Nézőszám: 9600 Játékvezető: Juan Fernández Marín (spanyol) |

| 1999. november 2. 20:45 |

| Bayer Leverkusen | 0–0         | NK Maribor |
| ---------------- | ----------- | ---------- |
|                  | Jegyzőkönyv |            |

| BayArena, Leverkusen Nézőszám: 22 500 Játékvezető: David Elleray (angol) |

| 1999. november 2. 20:45 |

| Dinamo Kijiv | 0–1               | Lazio               |
| ------------ | ----------------- | ------------------- |
|              | (0–1) Jegyzőkönyv | Mamedov 18' (öngól) |

| Olimpiyskiy NSC, Kijev Nézőszám: 67 800 Játékvezető: Paul Durkin (angol) |

### B csoport
| Hely. | Csapat       | M | Gy | D | V | G+ | G– | Gk  | P  | Továbbjutás                         |  | BAR | FIO | ARS | AIK |
| ----- | ------------ | - | -- | - | - | -- | -- | --- | -- | ----------------------------------- |  | --- | --- | --- | --- |
| 1.    | FC Barcelona | 6 | 4  | 2 | 0 | 19 | 9  | +10 | 14 | Továbbjutott a második csoportkörbe |  | —   | 4–2 | 1–1 | 5–0 |
| 2.    | Fiorentina   | 6 | 2  | 3 | 1 | 9  | 7  | +2  | 9  | Továbbjutott a második csoportkörbe |  | 3–3 | —   | 0–0 | 3–0 |
| 3.    | Arsenal      | 6 | 2  | 2 | 2 | 9  | 9  | 0   | 8  | Átkerült az UEFA-kupába             |  | 2–4 | 0–1 | —   | 3–1 |
| 4.    | AIK          | 6 | 0  | 1 | 5 | 4  | 16 | −12 | 1  |                                     |  | 1–2 | 0–0 | 2–3 | —   |

| 1999. szeptember 14. 20:45 |

| Fiorentina | 0–0         | Arsenal |
| ---------- | ----------- | ------- |
|            | Jegyzőkönyv |         |

| Stadio Artemio Franchi, Firenze Nézőszám: 37 903 Játékvezető: Hellmut Krug (német) |

| 1999. szeptember 14. 20:45 |

| AIK           | 1–2               | FC Barcelona            |
| ------------- | ----------------- | ----------------------- |
| Novaković 71' | (0–0) Jegyzőkönyv | Abelardo 86' Dani 90+3' |

| Råsunda Stadion, Solna Nézőszám: 30 543 Játékvezető: Alain Sars (francia) |

| 1999. szeptember 22. 19:45 |

| Arsenal                               | 3–1               | AIK        |
| ------------------------------------- | ----------------- | ---------- |
| Ljungberg 27' Henry 90+1' Šuker 90+3' | (1–0) Jegyzőkönyv | Nordin 53' |

| Wembley Stadion, London Nézőszám: 71 227 Játékvezető: Vítor Melo Pereira (francia) |

| 1999. szeptember 22. 20:45 |

| FC Barcelona                                        | 4–2               | Fiorentina               |
| --------------------------------------------------- | ----------------- | ------------------------ |
| Figo 7' Luis Enrique 10' Rivaldo 68' (11-esből) 70' | (2–0) Jegyzőkönyv | Batistuta 50' Chiesa 79' |

| Camp Nou, Barcelona Nézőszám: 79 000 Játékvezető: Kim Milton Nielsen (dán) |

| 1999. szeptember 29. 20:45 |

| FC Barcelona     | 1–1               | Arsenal  |
| ---------------- | ----------------- | -------- |
| Luis Enrique 16' | (1–0) Jegyzőkönyv | Kanu 81' |

| Camp Nou, Barcelona Nézőszám: 87 574 Játékvezető: Markus Merk (német) |

| 1999. szeptember 29. 20:45 |

| AIK | 0–0         | Fiorentina |
| --- | ----------- | ---------- |
|     | Jegyzőkönyv |            |

| Råsunda Stadion, Solna Nézőszám: 30 195 Játékvezető: Günter Benkö (osztrák) |

| 1999. október 19. 20:45 |

| Fiorentina                        | 3–0               | AIK |
| --------------------------------- | ----------------- | --- |
| Batistuta 5' Chiesa 32' Balbo 86' | (2–0) Jegyzőkönyv |     |

| Stadio Artemio Franchi, Firenze Nézőszám: 15 280 Játékvezető: Jan Wegereef (holland) |

| 1999. október 19. 19:45 |

| Arsenal                   | 2–4               | FC Barcelona                                              |
| ------------------------- | ----------------- | --------------------------------------------------------- |
| Bergkamp 43' Overmars 84' | (1–2) Jegyzőkönyv | Rivaldo 14' (11-esből) Luis Enrique 15' Figo 55' Cocu 69' |

| Wembley Stadion, London Nézőszám: 73 091 Játékvezető: Urs Meier (svájci) |

| 1999. október 27. 19:45 |

| Arsenal | 0–1               | Fiorentina    |
| ------- | ----------------- | ------------- |
|         | (0–0) Jegyzőkönyv | Batistuta 75' |

| Wembley Stadion, London Nézőszám: 73 256 Játékvezető: Ľuboš Micheľ (szlovák) |

| 1999. október 27. 20:45 |

| FC Barcelona                                   | 5–0               | AIK |
| ---------------------------------------------- | ----------------- | --- |
| Kluivert 15' 33' Zenden 43' Gabri 53' Déhu 56' | (3–0) Jegyzőkönyv |     |

| Camp Nou, Barcelona Nézőszám: 40 050 Játékvezető: Leslie Irvine (északír) |

| 1999. november 2. 20:45 |

| Fiorentina                | 3–3               | FC Barcelona             |
| ------------------------- | ----------------- | ------------------------ |
| Bressan 14' Balbo 56' 69' | (1–2) Jegyzőkönyv | Figo 20' Rivaldo 43' 74' |

| Stadio Artemio Franchi, Firenze Nézőszám: 23 588 Játékvezető: Hugh Dallas (skót) |

| 1999. november 2. 20:45 |

| AIK                  | 2–3               | Arsenal                    |
| -------------------- | ----------------- | -------------------------- |
| A. Andersson 41' 68' | (1–1) Jegyzőkönyv | Overmars 17' 52' Šuker 56' |

| Råsunda Stadion, Solna Nézőszám: 33 005 Játékvezető: Hartmut Strampe (német) |

### C csoport
| Hely. | Csapat            | M | Gy | D | V | G+ | G– | Gk | P  | Továbbjutás                         |  | ROS | FEY | DOR | BOA |
| ----- | ----------------- | - | -- | - | - | -- | -- | -- | -- | ----------------------------------- |  | --- | --- | --- | --- |
| 1.    | Rosenborg         | 6 | 3  | 2 | 1 | 12 | 5  | +7 | 11 | Továbbjutott a második csoportkörbe |  | —   | 2–2 | 2–2 | 2–0 |
| 2.    | Feyenoord         | 6 | 1  | 5 | 0 | 7  | 6  | +1 | 8  | Továbbjutott a második csoportkörbe |  | 1–0 | —   | 1–1 | 1–1 |
| 3.    | Borussia Dortmund | 6 | 1  | 3 | 2 | 7  | 9  | −2 | 6  | Átkerült az UEFA-kupába             |  | 0–3 | 1–1 | —   | 3–1 |
| 4.    | Boavista          | 6 | 1  | 2 | 3 | 4  | 10 | −6 | 5  |                                     |  | 0–3 | 1–1 | 1–0 | —   |

| 1999. szeptember 14. 19:45 |

| Boavista | 0–3               | Rosenborg                       |
| -------- | ----------------- | ------------------------------- |
|          | (0–2) Jegyzőkönyv | Sørensen 9' Berg 43' Strand 73' |

| Estádio do Bessa, Porto Nézőszám: 6000 Játékvezető: Graziano Cesari (olasz) |

| 1999. szeptember 14. 20:45 |

| Feyenoord        | 1–1               | Borussia Dortmund |
| ---------------- | ----------------- | ----------------- |
| Van Wonderen 66' | (0–0) Jegyzőkönyv | Bobić 70'         |

| De Kuip, Rotterdam Nézőszám: 36 000 Játékvezető: José María García-Aranda (spanyol) |

| 1999. szeptember 22. 20:45 |

| Borussia Dortmund        | 3–1               | Boavista  |
| ------------------------ | ----------------- | --------- |
| Möller 40' Bobić 53' 65' | (1–1) Jegyzőkönyv | Bento 44' |

| Westfalenstadion, Dortmund Nézőszám: 35 000 Játékvezető: Atanas Uzunov (bolgár) |

| 1999. szeptember 22. 20:45 |

| Rosenborg     | 2–2               | Feyenoord                |
| ------------- | ----------------- | ------------------------ |
| Carew 19' 24' | (2–2) Jegyzőkönyv | Tomasson 11' Bosvelt 22' |

| Lerkendal Stadion, Trondheim Nézőszám: 14 129 Játékvezető: Miroslav Radoman (jugoszláv) |

| 1999. szeptember 29. 19:45 |

| Boavista  | 1–1               | Feyenoord   |
| --------- | ----------------- | ----------- |
| Silva 87' | (0–0) Jegyzőkönyv | Bosvelt 62' |

| Estádio do Bessa, Porto Nézőszám: 5397 Játékvezető: Graham Poll (angol) |

| 1999. szeptember 29. 20:45 |

| Rosenborg              | 2–2               | Borussia Dortmund       |
| ---------------------- | ----------------- | ----------------------- |
| Sørensen 35' Carew 68' | (1–2) Jegyzőkönyv | Barbarez 11' Kohler 22' |

| Lerkendal Stadion, Trondheim Nézőszám: 14 068 Játékvezető: Paul Durkin (angol) |

| 1999. október 19. 20:45 |

| Borussia Dortmund | 0–3               | Rosenborg                    |
| ----------------- | ----------------- | ---------------------------- |
|                   | (0–1) Jegyzőkönyv | Sørensen 17' 58' Winsnes 70' |

| Westfalenstadion, Dortmund Nézőszám: 40 000 Játékvezető: Antonio López Nieto (spanyol) |

| 1999. október 19. 20:45 |

| Feyenoord    | 1–1               | Boavista               |
| ------------ | ----------------- | ---------------------- |
| Tomasson 76' | (0–0) Jegyzőkönyv | Timofte 82' (11-esből) |

| De Kuip, Rotterdam Nézőszám: 35 800 Játékvezető: Alfredo Trentalange (olasz) |

| 1999. október 27. 20:45 |

| Rosenborg           | 2–0               | Boavista |
| ------------------- | ----------------- | -------- |
| Berg 61' Dahlum 66' | (0–0) Jegyzőkönyv |          |

| Lerkendal Stadion, Trondheim Nézőszám: 14 167 Játékvezető: Michel Piraux (belga) |

| 1999. október 27. 20:45 |

| Borussia Dortmund | 1–1               | Feyenoord      |
| ----------------- | ----------------- | -------------- |
| Addo 44'          | (1–0) Jegyzőkönyv | Van Vossen 72' |

| Westfalenstadion, Dortmund Nézőszám: 39 000 Játékvezető: Claude Colombo (francia) |

| 1999. november 2. 19:45 |

| Boavista    | 1–0               | Borussia Dortmund |
| ----------- | ----------------- | ----------------- |
| Emanuel 16' | (1–0) Jegyzőkönyv |                   |

| Estádio do Bessa, Porto Nézőszám: 4289 Játékvezető: Ľuboš Micheľ (szlovák) |

| 1999. november 2. 20:45 |

| Feyenoord   | 1–0               | Rosenborg |
| ----------- | ----------------- | --------- |
| Somália 86' | (0–0) Jegyzőkönyv |           |

| De Kuip, Rotterdam Nézőszám: 36 332 Játékvezető: Manuel Díaz Vega (spanyol) |

### D csoport
| Hely. | Csapat                 | M | Gy | D | V | G+ | G– | Gk | P  | Továbbjutás                         |  | MUN | MAR | STM | CZG |
| ----- | ---------------------- | - | -- | - | - | -- | -- | -- | -- | ----------------------------------- |  | --- | --- | --- | --- |
| 1.    | Manchester United      | 6 | 4  | 1 | 1 | 9  | 4  | +5 | 13 | Továbbjutott a második csoportkörbe |  | —   | 2–1 | 2–1 | 0–0 |
| 2.    | Olympique de Marseille | 6 | 3  | 1 | 2 | 10 | 8  | +2 | 10 | Továbbjutott a második csoportkörbe |  | 1–0 | —   | 2–0 | 2–2 |
| 3.    | Sturm Graz             | 6 | 2  | 0 | 4 | 5  | 12 | −7 | 6  | Átkerült az UEFA-kupába             |  | 0–3 | 3–2 | —   | 1–0 |
| 4.    | Croatia Zagreb         | 6 | 1  | 2 | 3 | 7  | 7  | 0  | 5  |                                     |  | 1–2 | 1–2 | 3–0 | —   |

| 1999. szeptember 14. 19:45 |

| Manchester United | 0–0         | Croatia Zagreb |
| ----------------- | ----------- | -------------- |
|                   | Jegyzőkönyv |                |

| Old Trafford, Manchester Nézőszám: 53 250 Játékvezető: Nikolai Levnikov (orosz) |

| 1999. szeptember 14. 20:45 |

| Olympique de Marseille | 2–0               | Sturm Graz |
| ---------------------- | ----------------- | ---------- |
| Pirès 9' Ravanelli 33' | (2–0) Jegyzőkönyv |            |

| Stade Vélodrome, Marseille Nézőszám: 30 000 Játékvezető: Oğuz Sarvan (török) |

| 1999. szeptember 22. 20:45 |

| Sturm Graz | 0–3               | Manchester United            |
| ---------- | ----------------- | ---------------------------- |
|            | (0–3) Jegyzőkönyv | Keane 15' Yorke 30' Cole 33' |

| Arnold Schwarzenegger-Stadium, Graz Nézőszám: 16 480 Játékvezető: Alfredo Trentalange (olasz) |

| 1999. szeptember 22. 20:45 |

| Croatia Zagreb | 1–2               | Olympique de Marseille |
| -------------- | ----------------- | ---------------------- |
| Šokota 64'     | (0–1) Jegyzőkönyv | Bakayoko 5' Pérez 77'  |

| Maksimir Stadion, Zágráb Nézőszám: 25 000 Játékvezető: Stefano Braschi (olasz) |

| 1999. szeptember 29. 19:45 |

| Manchester United    | 2–1               | Olympique de Marseille |
| -------------------- | ----------------- | ---------------------- |
| Cole 78' Scholes 82' | (0–1) Jegyzőkönyv | Bakayoko 40'           |

| Old Trafford, Manchester Nézőszám: 53 993 Játékvezető: José María García-Aranda (spanyol) |

| 1999. szeptember 29. 20:45 |

| Croatia Zagreb              | 3–0               | Sturm Graz |
| --------------------------- | ----------------- | ---------- |
| Rukavina 28' Šokota 34' 58' | (2–0) Jegyzőkönyv |            |

| Maksimir Stadion, Zágráb Nézőszám: 21 158 Játékvezető: Antonio López Nieto (spanyol) |

| 1999. október 19. 20:45 |

| Sturm Graz  | 1–0               | Croatia Zagreb |
| ----------- | ----------------- | -------------- |
| Kocijan 40' | (1–0) Jegyzőkönyv |                |

| Arnold Schwarznegger-Stadium, Graz Nézőszám: 12 000 Játékvezető: Alain Hamer (luxemburgi) |

| 1999. október 19. 20:45 |

| Olympique de Marseille | 1–0               | Manchester United |
| ---------------------- | ----------------- | ----------------- |
| Gallas 69'             | (0–0) Jegyzőkönyv |                   |

| Stade Vélodrome, Marseille Nézőszám: 56 732 Játékvezető: Hellmut Krug (német) |

| 1999. október 27. 20:45 |

| Croatia Zagreb | 1–2               | Manchester United     |
| -------------- | ----------------- | --------------------- |
| Prosinečki 87' | (0–1) Jegyzőkönyv | Beckham 32' Keane 49' |

| Maksimir Stadion, Zágráb Nézőszám: 27 500 Játékvezető: Dick Jol (holland) |

| 1999. október 27. 20:45 |

| Sturm Graz                  | 3–2               | Olympique de Marseille |
| --------------------------- | ----------------- | ---------------------- |
| Mählich 17' Kocijan 61' 85' | (1–0) Jegyzőkönyv | Dugarry 53' 78'        |

| Arnold Schwarznegger-Stadium, Graz Nézőszám: 14 850 Játékvezető: Atanas Uzunov (bolgár) |

| 1999. november 2. 19:45 |

| Manchester United      | 2–1               | Sturm Graz            |
| ---------------------- | ----------------- | --------------------- |
| Solskjær 56' Keane 70' | (0–0) Jegyzőkönyv | Vastić 88' (11-esből) |

| Old Trafford, Manchester Nézőszám: 53 745 Játékvezető: Rune Pedersen (norvég) |

| 1999. november 2. 20:45 |

| Olympique de Marseille   | 2–2               | Croatia Zagreb       |
| ------------------------ | ----------------- | -------------------- |
| Bakayoko 53' Diawara 89' | (0–1) Jegyzőkönyv | Mujčin 42' Mikić 78' |

| Stade Vélodrome, Marseille Nézőszám: 33 651 Játékvezető: Pierluigi Collina (olasz) |

### E csoport
| Hely. | Csapat      | M | Gy | D | V | G+ | G– | Gk | P  | Továbbjutás                         |  | RMA | POR | OLY | MOL |
| ----- | ----------- | - | -- | - | - | -- | -- | -- | -- | ----------------------------------- |  | --- | --- | --- | --- |
| 1.    | Real Madrid | 6 | 4  | 1 | 1 | 15 | 7  | +8 | 13 | Továbbjutott a második csoportkörbe |  | —   | 3–1 | 3–0 | 4–1 |
| 2.    | FC Porto    | 6 | 4  | 0 | 2 | 9  | 6  | +3 | 12 | Továbbjutott a második csoportkörbe |  | 2–1 | —   | 2–0 | 3–1 |
| 3.    | Olimbiakósz | 6 | 2  | 1 | 3 | 9  | 12 | −3 | 7  | Átkerült az UEFA-kupába             |  | 3–3 | 1–0 | —   | 3–1 |
| 4.    | Molde FK    | 6 | 1  | 0 | 5 | 6  | 14 | −8 | 3  |                                     |  | 0–1 | 0–1 | 3–2 | —   |

| 1999. szeptember 15. 20:45 |

| Molde FK | 0–1               | FC Porto |
| -------- | ----------------- | -------- |
|          | (0–0) Jegyzőkönyv | Deco 89' |

| Molde Stadium, Molde Nézőszám: 8739 Játékvezető: Alain Hamer (luxemburgi) |

| 1999. szeptember 15. 21:45 |

| Olimbiakósz                  | 3–3               | Real Madrid                                    |
| ---------------------------- | ----------------- | ---------------------------------------------- |
| Giovanni 11' 64' Zahovič 67' | (1–2) Jegyzőkönyv | Sávio 24' Roberto Carlos da Silva 32' Raúl 80' |

| Olimpiai Stadion, Athén Nézőszám: 70 800 Játékvezető: Mario van der Ende (holland) |

| 1999. szeptember 21. 19:45 |

| FC Porto                  | 2–0               | Olimbiakósz |
| ------------------------- | ----------------- | ----------- |
| Esquerdinha 6' Jardel 47' | (1–0) Jegyzőkönyv |             |

| Estádio das Antas, Porto Nézőszám: 21 500 Játékvezető: David Elleray (angol) |

| 1999. szeptember 21. 20:45 |

| Real Madrid                                     | 4–1               | Molde FK    |
| ----------------------------------------------- | ----------------- | ----------- |
| Morientes 27' Sávio 60' 70' (11-esből) Guti 81' | (1–0) Jegyzőkönyv | Lindbæk 80' |

| Santiago Bernabéu Stadium, Madrid Nézőszám: 15 000 Játékvezető: Hartmut Strampe (német) |

| 1999. szeptember 28. 20:45 |

| Real Madrid                                      | 3–1               | FC Porto   |
| ------------------------------------------------ | ----------------- | ---------- |
| Morientes 23' Helguera 37' Hierro 68' (11-esből) | (2–1) Jegyzőkönyv | Jardel 24' |

| Santiago Bernabéu Stadium, Madrid Nézőszám: 41 000 Játékvezető: Pierluigi Collina (olasz) |

| 1999. szeptember 28. 21:45 |

| Olimbiakósz                  | 3–1               | Molde FK |
| ---------------------------- | ----------------- | -------- |
| Giovanni 16' 70' Luciano 77' | (1–0) Jegyzőkönyv | Lund 58' |

| Olimpiai Stadion, Athén Nézőszám: 40 299 Játékvezető: Ľuboš Micheľ (szlovák) |

| 1999. október 20. 19:45 |

| FC Porto       | 2–1               | Real Madrid       |
| -------------- | ----------------- | ----------------- |
| Jardel 13' 35' | (2–0) Jegyzőkönyv | Peixe 68' (öngól) |

| Estádio das Antas, Porto Nézőszám: 46 550 Játékvezető: Bernd Heynemann (német) |

| 1999. október 20. 20:45 |

| Molde FK                | 3–2               | Olimbiakósz                  |
| ----------------------- | ----------------- | ---------------------------- |
| Lund 54' 59' Hestad 72' | (0–2) Jegyzőkönyv | Mavrogenidis 36' Zahovič 40' |

| Molde Stadium, Molde Nézőszám: 10 230 Játékvezető: Ryszard Wójcik (lengyel) |

| 1999. október 26. 19:45 |

| FC Porto               | 3–1               | Molde FK   |
| ---------------------- | ----------------- | ---------- |
| Deco 1' 28' Jardel 58' | (2–0) Jegyzőkönyv | Hestad 82' |

| Estádio das Antas, Porto Nézőszám: 26 000 Játékvezető: Graham Barber (angol) |

| 1999. október 26. 20:45 |

| Real Madrid                                        | 3–0               | Olimbiakósz |
| -------------------------------------------------- | ----------------- | ----------- |
| Raúl 21' Morientes 64' Roberto Carlos da Silva 83' | (1–0) Jegyzőkönyv |             |

| Santiago Bernabéu Stadium, Madrid Nézőszám: 23 000 Játékvezető: Markus Merk (német) |

| 1999. november 3. 20:45 |

| Molde FK | 0–1               | Real Madrid  |
| -------- | ----------------- | ------------ |
|          | (0–1) Jegyzőkönyv | Karembeu 42' |

| Molde Stadium, Molde Nézőszám: 10 705 Játékvezető: Gilles Veissière (francia) |

| 1999. november 3. 21:45 |

| Olimbiakósz        | 1–0               | FC Porto |
| ------------------ | ----------------- | -------- |
| Giannakopoulos 56' | (0–0) Jegyzőkönyv |          |

| Olimpiai Stadion, Athén Nézőszám: 24 131 Játékvezető: Kim Milton Nielsen (dán) |

### F csoport
| Hely. | Csapat         | M | Gy | D | V | G+ | G– | Gk | P  | Továbbjutás                         |  | VAL | BAY | RAN | PSV |
| ----- | -------------- | - | -- | - | - | -- | -- | -- | -- | ----------------------------------- |  | --- | --- | --- | --- |
| 1.    | Valencia CF    | 6 | 3  | 3 | 0 | 8  | 4  | +4 | 12 | Továbbjutott a második csoportkörbe |  | —   | 1–1 | 2–0 | 1–0 |
| 2.    | Bayern München | 6 | 2  | 3 | 1 | 7  | 6  | +1 | 9  | Továbbjutott a második csoportkörbe |  | 1–1 | —   | 1–0 | 2–1 |
| 3.    | Rangers        | 6 | 2  | 1 | 3 | 7  | 7  | 0  | 7  | Átkerült az UEFA-kupába             |  | 1–2 | 1–1 | —   | 4–1 |
| 4.    | PSV Eindhoven  | 6 | 1  | 1 | 4 | 5  | 10 | −5 | 4  |                                     |  | 1–1 | 2–1 | 0–1 | —   |

| 1999. szeptember 15. 20:45 |

| Bayern München | 2–1               | PSV Eindhoven |
| -------------- | ----------------- | ------------- |
| Sérgio 11' 69' | (1–0) Jegyzőkönyv | Khokhlov 59'  |

| Olimpiai Stadion, München Nézőszám: 30 000 Játékvezető: Gilles Veissière (francia) |

| 1999. szeptember 15. 20:45 |

| Valencia CF           | 2–0               | Rangers |
| --------------------- | ----------------- | ------- |
| Kily González 57' 74' | (0–0) Jegyzőkönyv |         |

| Estadio Mestalla, Valencia Nézőszám: 31 524 Játékvezető: Ľuboš Micheľ (szlovák) |

| 1999. szeptember 21. 19:45 |

| Rangers     | 1–1               | Bayern München |
| ----------- | ----------------- | -------------- |
| Albertz 22' | (1–0) Jegyzőkönyv | Tarnat 90'     |

| Ibrox Stadium, Glasgow Nézőszám: 49 960 Játékvezető: Ryszard Wójcik (lengyel) |

| 1999. szeptember 21. 20:45 |

| PSV Eindhoven                 | 1–1               | Valencia CF      |
| ----------------------------- | ----------------- | ---------------- |
| Van Nistelrooy 72' (11-esből) | (0–1) Jegyzőkönyv | Claudio López 4' |

| Philips Stadion, Eindhoven Nézőszám: 27 000 Játékvezető: Rune Pedersen (norvég) |

| 1999. szeptember 28. 20:45 |

| Bayern München | 1–1               | Valencia CF |
| -------------- | ----------------- | ----------- |
| Élber 5'       | (1–0) Jegyzőkönyv | Gerard 80'  |

| Olimpiai Stadion, München Nézőszám: 31 000 Játékvezető: Graziano Cesari (olasz) |

| 1999. szeptember 28. 20:45 |

| PSV Eindhoven | 0–1               | Rangers     |
| ------------- | ----------------- | ----------- |
|               | (0–0) Jegyzőkönyv | Albertz 80' |

| Philips Stadion, Eindhoven Nézőszám: 28 000 Játékvezető: Anders Frisk (svéd) |

| 1999. október 20. 20:45 |

| Rangers                               | 4–1               | PSV Eindhoven                 |
| ------------------------------------- | ----------------- | ----------------------------- |
| Amoruso 19' Mols 39' 80' N.McCann 56' | (2–1) Jegyzőkönyv | Van Nistelrooy 45' (11-esből) |

| Ibrox Stadium, Glasgow Nézőszám: 50 083 Játékvezető: Pierluigi Collina (olasz) |

| 1999. október 20. 20:45 |

| Valencia CF | 1–1               | Bayern München           |
| ----------- | ----------------- | ------------------------ |
| Ilie 11'    | (1–1) Jegyzőkönyv | Effenberg 18' (11-esből) |

| Estadio Mestalla, Valencia Nézőszám: 40 251 Játékvezető: Anders Frisk (svéd) |

| 1999. október 26. 20:45 |

| PSV Eindhoven                | 2–1               | Bayern München |
| ---------------------------- | ----------------- | -------------- |
| Van Nistelrooy 40' Nilis 57' | (1–0) Jegyzőkönyv | Santa Cruz 51' |

| Philips Stadion, Eindhoven Nézőszám: 28 000 Játékvezető: Paul Durkin (angol) |

| 1999. október 26. 20:45 |

| Rangers   | 1–2               | Valencia CF                    |
| --------- | ----------------- | ------------------------------ |
| Moore 59' | (0–2) Jegyzőkönyv | Mendieta 35' Claudio López 45' |

| Ibrox Stadium, Glasgow Nézőszám: 50 063 Játékvezető: Günter Benkö (osztrák) |

| 1999. november 3. 20:45 |

| Bayern München        | 1–0               | Rangers |
| --------------------- | ----------------- | ------- |
| Strunz 32' (11-esből) | (1–0) Jegyzőkönyv |         |

| Olimpiai Stadion, München Nézőszám: 54 000 Játékvezető: Vítor Melo Pereira (portugál) |

| 1999. november 3. 20:45 |

| Valencia CF       | 1–0               | PSV Eindhoven |
| ----------------- | ----------------- | ------------- |
| Claudio López 70' | (0–0) Jegyzőkönyv |               |

| Estadio Mestalla, Valencia Nézőszám: 26 266 Játékvezető: Graham Barber (angol) |

### G csoport
| Hely. | Csapat                | M | Gy | D | V | G+ | G– | Gk | P  | Továbbjutás                         |  | SPP | BOR | SPM | WIL |
| ----- | --------------------- | - | -- | - | - | -- | -- | -- | -- | ----------------------------------- |  | --- | --- | --- | --- |
| 1.    | Sparta Praha          | 6 | 3  | 3 | 0 | 14 | 6  | +8 | 12 | Továbbjutott a második csoportkörbe |  | —   | 0–0 | 5–2 | 4–0 |
| 2.    | Girondins de Bordeaux | 6 | 3  | 3 | 0 | 7  | 4  | +3 | 12 | Továbbjutott a második csoportkörbe |  | 0–0 | —   | 2–1 | 3–2 |
| 3.    | Szpartak Moszkva      | 6 | 1  | 2 | 3 | 9  | 12 | −3 | 5  | Átkerült az UEFA-kupába             |  | 1–1 | 1–2 | —   | 1–1 |
| 4.    | Willem II             | 6 | 0  | 2 | 4 | 7  | 15 | −8 | 2  |                                     |  | 3–4 | 0–0 | 1–3 | —   |

| 1999. szeptember 15. 20:45 |

| Willem II | 1–3               | Szpartak Moszkva                           |
| --------- | ----------------- | ------------------------------------------ |
| Arts 56'  | (0–2) Jegyzőkönyv | Tikhonov 26' (11-esből) 36' 52' (11-esből) |

| Koning Willem II Stadion, Tilburg Nézőszám: 14 000 Játékvezető: Juan Fernández Marin (spanyol) |

| 1999. szeptember 15. 20:45 |

| Sparta Praha | 0–0         | Girondins de Bordeaux |
| ------------ | ----------- | --------------------- |
|              | Jegyzőkönyv |                       |

| Letná Stadium, Prága Nézőszám: 14 928 Játékvezető: Terje Hauge (norvég) |

| 1999. szeptember 21. 20:00 |

| Szpartak Moszkva | 1–1               | Sparta Praha |
| ---------------- | ----------------- | ------------ |
| Bezrodny 73'     | (0–1) Jegyzőkönyv | Lokvenc 17'  |

| Luzsnyiki Stadion, Moszkva Nézőszám: 43 000 Játékvezető: Karl-Erik Nilsson (svéd) |

| 1999. szeptember 21. 20:45 |

| Girondins de Bordeaux                            | 3–2               | Willem II                |
| ------------------------------------------------ | ----------------- | ------------------------ |
| Victoria 17' (öngól) Laslandes 22' Feindouno 82' | (2–1) Jegyzőkönyv | Abdellaoui 40' Sanou 70' |

| Stade Chaban-Delmas, Bordeaux Nézőszám: 18 000 Játékvezető: Graham Barber (angol) |

| 1999. szeptember 28. 20:45 |

| Girondins de Bordeaux | 2–1               | Szpartak Moszkva |
| --------------------- | ----------------- | ---------------- |
| Wiltord 9' Micoud 56' | (1–0) Jegyzőkönyv | Bezrodny 64'     |

| Stade Chaban-Delmas, Bordeaux Nézőszám: 18 676 Játékvezető: Urs Meier (svájci) |

| 1999. szeptember 28. 20:45 |

| Sparta Praha                                                 | 4–0               | Willem II |
| ------------------------------------------------------------ | ----------------- | --------- |
| Novotný 26' Prohászka 29' (11-esből) Rosický 40' Jarošík 58' | (3–0) Jegyzőkönyv |           |

| Letná Stadium, Prága Nézőszám: 10 581 Játékvezető: Bernd Heynemann (német) |

| 1999. október 20. 20:45 |

| Willem II                            | 3–4               | Sparta Praha                                                 |
| ------------------------------------ | ----------------- | ------------------------------------------------------------ |
| Bombarda 1' Shoukov 5' Schenning 50' | (2–1) Jegyzőkönyv | Novotný 17' Labant 59' (11-esből) 89' (11-esből) Baranek 62' |

| Koning Willem II Stadion, Tilburg Nézőszám: 13 419 Játékvezető: Alain Sars (francia) |

| 1999. október 20. 20:00 |

| Szpartak Moszkva        | 1–2               | Girondins de Bordeaux  |
| ----------------------- | ----------------- | ---------------------- |
| Tikhonov 55' (11-esből) | (0–1) Jegyzőkönyv | Micoud 21' Wiltord 76' |

| Luzsnyiki Stadion, Moszkva Nézőszám: 46 300 Játékvezető: Graham Poll (angol) |

| 1999. október 26. 20:00 |

| Szpartak Moszkva | 1–1               | Willem II |
| ---------------- | ----------------- | --------- |
| Bezrodny 25'     | (1–0) Jegyzőkönyv | Sanou 69' |

| Luzsnyiki Stadion, Moszkva Nézőszám: 17 600 Játékvezető: Lucílio Batista (portugál) |

| 1999. október 26. 20:45 |

| Girondins de Bordeaux | 0–0         | Sparta Praha |
| --------------------- | ----------- | ------------ |
|                       | Jegyzőkönyv |              |

| Stade Chaban-Delmas, Bordeaux Nézőszám: 22 138 Játékvezető: Manuel Díaz Vega (spanyol) |

| 1999. november 3. 20:45 |

| Sparta Praha                                               | 5–2               | Szpartak Moszkva         |
| ---------------------------------------------------------- | ----------------- | ------------------------ |
| Lokvenc 1' 66' Rosický 11' Fukal 49' Labant 63' (11-esből) | (2–2) Jegyzőkönyv | Bulatov 34' Bezrodny 43' |

| Letná Stadium, Prága Nézőszám: 12 107 Játékvezető: Michel Piraux (belga) |

| 1999. november 3. 20:45 |

| Willem II | 0–0         | Girondins de Bordeaux |
| --------- | ----------- | --------------------- |
|           | Jegyzőkönyv |                       |

| Koning Willem II Stadion, Tilburg Nézőszám: 13 100 Játékvezető: Miroslav Radoman (szerb) |

### H csoport
| Hely. | Csapat         | M | Gy | D | V | G+ | G– | Gk | P  | Továbbjutás                         |  | CHE | HER | GAL | MIL |
| ----- | -------------- | - | -- | - | - | -- | -- | -- | -- | ----------------------------------- |  | --- | --- | --- | --- |
| 1.    | Chelsea        | 6 | 3  | 2 | 1 | 10 | 3  | +7 | 11 | Továbbjutott a második csoportkörbe |  | —   | 2–0 | 1–0 | 0–0 |
| 2.    | Hertha BSC     | 6 | 2  | 2 | 2 | 7  | 10 | −3 | 8  | Továbbjutott a második csoportkörbe |  | 2–1 | —   | 1–4 | 1–0 |
| 3.    | Galatasaray SK | 6 | 2  | 1 | 3 | 10 | 13 | −3 | 7  | Átkerült az UEFA-kupába             |  | 0–5 | 2–2 | —   | 3–2 |
| 4.    | AC Milan       | 6 | 1  | 3 | 2 | 6  | 7  | −1 | 6  |                                     |  | 1–1 | 1–1 | 2–1 | —   |

| 1999. szeptember 15. 21:45 |

| Galatasaray SK                | 2–2               | Hertha BSC          |
| ----------------------------- | ----------------- | ------------------- |
| Hakan 24' Hagi 86' (11-esből) | (1–2) Jegyzőkönyv | Preetz 12' Wosz 13' |

| Ali Sami Yen Stadium, Isztambul Nézőszám: 25 000 Játékvezető: Urs Meier (svájci) |

| 1999. szeptember 15. 20:45 |

| Chelsea | 0–0         | AC Milan |
| ------- | ----------- | -------- |
|         | Jegyzőkönyv |          |

| Stamford Bridge, London Nézőszám: 34 000 Játékvezető: Anders Frisk (svéd) |

| 1999. szeptember 21. 20:45 |

| AC Milan                    | 2–1               | Galatasaray SK |
| --------------------------- | ----------------- | -------------- |
| Leonardo 44' Shevchenko 45' | (2–0) Jegyzőkönyv | Ümit 50'       |

| San Siro, Milánó Nézőszám: 37 000 Játékvezető: Hugh Dallas (skót) |

| 1999. szeptember 21. 20:45 |

| Hertha BSC  | 2–1               | Chelsea                |
| ----------- | ----------------- | ---------------------- |
| Daei 2' 69' | (1–0) Jegyzőkönyv | Leboeuf 86' (11-esből) |

| Olimpiai Stadion, Berlin Nézőszám: 51 541 Játékvezető: Michel Piraux (belga) |

| 1999. szeptember 28. 20:45 |

| AC Milan     | 1–1               | Hertha BSC |
| ------------ | ----------------- | ---------- |
| Bierhoff 74' | (0–0) Jegyzőkönyv | Daei 69'   |

| San Siro, Milánó Nézőszám: 40 941 Játékvezető: Gilles Veissière (francia) |

| 1999. szeptember 28. 19:45 |

| Chelsea      | 1–0               | Galatasaray SK |
| ------------ | ----------------- | -------------- |
| Petrescu 55' | (0–0) Jegyzőkönyv |                |

| Stamford Bridge, London Nézőszám: 33 426 Játékvezető: Dick Jol (holland) |

| 1999. október 20. 21:45 |

| Galatasaray SK | 0–5               | Chelsea                                      |
| -------------- | ----------------- | -------------------------------------------- |
|                | (0–1) Jegyzőkönyv | Flo 32' 49' Zola 54' Wise 79' Ambrosetti 88' |

| Ali Sami Yen Stadium, Isztambul Nézőszám: 22 000 Játékvezető: Vítor Melo Pereira (portugál) |

| 1999. október 20. 20:45 |

| Hertha BSC | 1–0               | AC Milan |
| ---------- | ----------------- | -------- |
| Wosz 41'   | (1–0) Jegyzőkönyv |          |

| Olimpiai Stadion, Berlin Nézőszám: 75 000 Játékvezető: José María García-Aranda (spanyol) |

| 1999. október 26. 20:45 |

| AC Milan     | 1–1               | Chelsea  |
| ------------ | ----------------- | -------- |
| Bierhoff 74' | (0–0) Jegyzőkönyv | Wise 77' |

| San Siro, Milánó Nézőszám: 74 855 Játékvezető: Nikolai Levnikov (orosz) |

| 1999. október 26. 20:45 |

| Hertha BSC            | 1–4               | Galatasaray SK                   |
| --------------------- | ----------------- | -------------------------------- |
| Rekdal 35' (11-esből) | (1–0) Jegyzőkönyv | Hakan 48' 66' Tugay 81' Okan 90' |

| Olimpiai Stadion, Berlin Nézőszám: 71 520 Játékvezető: Kim Milton Nielsen (dán) |

| 1999. november 3. 19:45 |

| Chelsea                  | 2–0               | Hertha BSC |
| ------------------------ | ----------------- | ---------- |
| Deschamps 11' Ferrer 44' | (2–0) Jegyzőkönyv |            |

| Stamford Bridge, London Nézőszám: 33 623 Játékvezető: Karl-Erik Nilsson (svéd) |

| 1999. november 3. 21:45 |

| Galatasaray SK                           | 3–2               | AC Milan            |
| ---------------------------------------- | ----------------- | ------------------- |
| Capone 27' Hakan 87' Ümit 90' (11-esből) | (1–1) Jegyzőkönyv | Weah 20' Giunti 51' |

| Ali Sami Yen Stadium, Isztambul Nézőszám: 22 000 Játékvezető: Antonio López Nieto (spanyol) |